# Hermes de Atalante
El Hermes de Atalante (en griego: Ερμής της Αταλάντης) es una estatua funeraria de mármol de un joven representado como Hermes, dios de los mensajeros y psicopompo de los muertos. Fue excavada en la ciudad de Atalante en Ftiótide, en Grecia. Actualmente se conserva en el Museo Arqueológico de Atenas con el número de inventario 240.

## Historia
La estatua fue creada como escultura funeraria y colocada en la tumba de un joven (de ahí la imaginería de Hermes, un dios ctónico) en torno al siglo II d. C. Se trata de una copia de una estatua del siglo IV a. C. o bien repite en gran medida ese estilo. Fue descubierta en un pequeño pueblo llamado Atalante, del que tomó su nombre, en Grecia Central y trasladada a Atenas en la década de 1860.

## Descripción
Hermes de Atalanta se conserva casi intacto, solamente le faltan los dedos de la mano izquierda y el índice de la mano derecha. Tiene un tamaño natural de 190 cm y es de mármol pentélico.
Hermes/el joven está de pie en contrapposto, apoyando la mayor parte de su peso en el pie izquierdo, mientras que la pierna derecha está relajada. Lleva una  clámide sobre su hombro izquierdo y enrollada sobre su brazo, luego cae de espaldas y cuelga del soporte del tronco del árbol, de modo que Hermes está prácticamente desnudo.
Tiene la cabeza despeinada con mechones cortos de pelo y está ligeramente girada hacia la derecha. Aunque fue creada en el siglo II d. C., presenta algunas características claramente lisipeanas, lo que significa que, o bien fue realizada deliberadamente en ese estilo, o bien es una copia de una estatua del siglo IV a. C. Tiene algunas características comunes con estatuas similares de Hermes encontradas en Andros (Hermes de Andros) y Egio (Hermes de Egio), solo que esta ha sido descrita como precisa pero también dura y formal, carente de la naturalidad, delicadeza y gracia de la de Andros, aunque superior a la de Egio.